# ナーシングサイエンスアカデミー
株式会社ナーシングサイエンスアカデミー（ナーシングサイエンスアカデミー；NSA）は、生活支援技術を追求し普及を目指す医療情報サービス会社。

## 概要

### 事業内容
看護や介護における対象者がどのような状況にあっても、人間の尊厳を損なうことなく、できるだけ自立した日常生活を送ることを支援する。そして、その対象者を支える専門職と家族の身体的負担を最小にする生活支援技術の開発と普及を目指す。関連するビデオやテキストの制作・出版を行うと共に、介護用品の開発および販売活動を展開している。

### 方針
誰もが避けて通ることのできない老いや、時には病や重い障がいを得ることがあっても、日常生活をできるだけ自立して、その人らしく送るために「ナーシングバイオメカニクスの理論に基づく生活支援技術」として追求し開発する。
看護・介護 理論の構築および疾病の急性期から早期離床を目指す負担の少ない体位変換をはじめとして、廃用症候群による寝たきりを予防し、看護・介護の対象者の自立を目指す生活支援技術の開発とその普及のために各種セミナーを主催する。

## 沿革
- 1996年11月 - 株式会社ナーシングサイエンスアカデミー設立
- 1997年5月 - 医療・介護福祉従事者向け「生活支援技術セミナー」開催開始
- 1997年9月 - 『こんなに簡単ステキに家庭介護入門』書籍・ビデオ 同時出版
- 2005年3月 - 『ナーシングバイオメカニクスに基づく自立のための生活支援技術』出版
- 2011年2月 - 『身体調整のための看護エクササイズ」出版
- 2018年4月 - 家族向け「簡単らくらく介護教室」開始

## 商品展開

### 書籍
- 『ナーシングバイオメカニクスに基づく自立のための生活支援技術』
- 『身体調整のための看護エクササイズ』

### 介護用品
- 介護ズボン（持ち手つき・前開き）
- トランスファーシート